# Bazoches-sur-Vesles
Bazoches-sur-Vesles era una comuna francesa que estaba situada en el departamento de Aisne, de la región de Alta Francia, que el 1 de enero de 2022 pasó a formar parte de la comuna nueva de Bazoches-et-Saint-Thibaut como comuna delegada.

## Demografía
| Gráfica de evolución demográfica de Bazoches-sur-Vesles entre 1800 y 2022 |
|                                                                           |

Los datos demográficos contemplados en este gráfico de la comuna de Bazoches-sur-Vesles se han cogido de 1800 a 1999 de la página francesa EHESS/Cassini, y los demás datos de la página del INSEE.